# Цицит

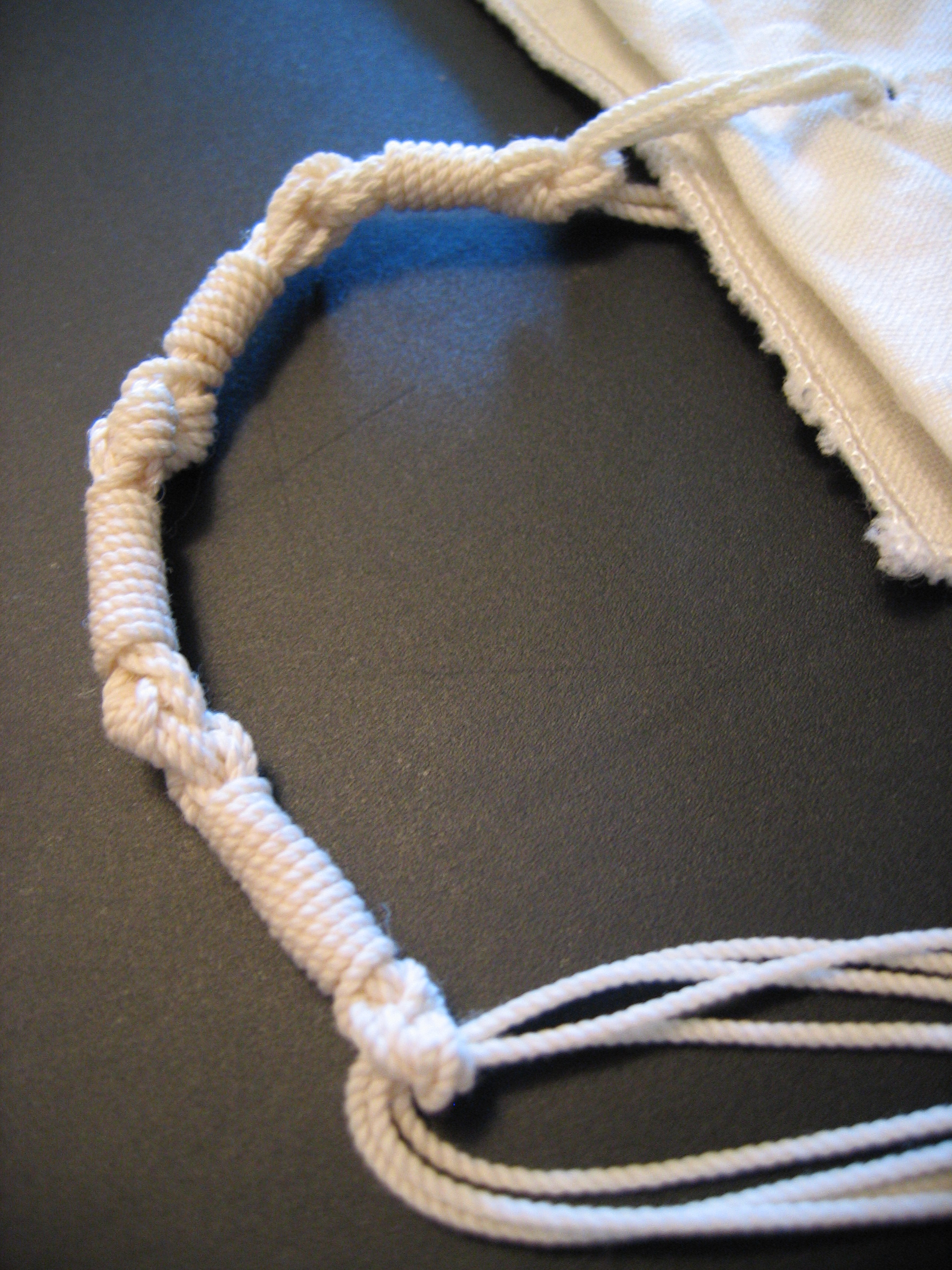
Цицит (только белая), завязанная согласно ашкеназскому обычаю из пяти узлов, между которыми «сорок без одного» (7-8-11-13) витков

Цицит (от др.-евр. צִיצִת‬ [tsiˈtsit] сефард. цици́т, ашкеназ. ци́цис; идиш ци́цес;  в Септуагинте — мн. ч. др.-греч. κράσπεδα; самарит. ࠑࠉࠑࠉࠕ) в талмудическом иудаизме и караимизме — переплетённые нити, иметь которые на одежде с углами обязаны взрослые евреи-мужчины (с 13 лет и 1 дня). Цицит повязывают на углах талита обязательно (если еврей желает носить его).
Повязать цицит, в которую вплетена голубая нить, на углу талита еврея является одной из 613 заповедей Торы.
В ортодоксальном иудаизме также допустимо повязывать белую цицит без голубой нити.

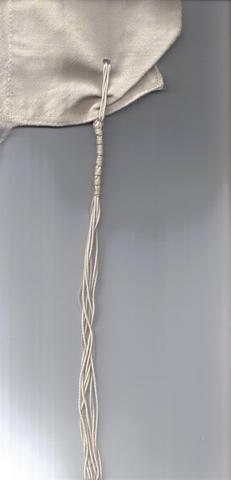
Цицит, завязанная согласно обычаю йеменских евреев (в соответствии с предписанием Маймонида в Мишне Тора) из одного узла в начале и семи узлов, состоящих из трёх витков с промежутками из предполагаемых, но отсутствующих узлов, состоящих из голубой нити

## Этимология
Тора
На иврите словом «цицит» обозначают также прядь волос (Иез. 8:3), использовано слово «перекрученный; извращённый» (Втор. 32:5), однокоренное слову «нить», которое употребляется для перевязывания чего-либо для охранения (Чис. 19:15; Быт. 38:25).
Септуагинта
В греческой Септуагинте использованы слова «край, кайма» для цицит, «нить», «гиацинт» для голубой (Чис. 15:38), «цепочка» (Втор. 22:12).

## Цицит как заповедь Торы
Тора
Голубая нить в цицит служит еврею напоминанием о заповедях, побуждая его к их исполнению. Однако цицит и голубая нить — это единая заповедь, а не две. Тора не упоминает о количестве нитей в цицит. Тора не указывает каким образом повязать голубую нить на цицит.

И сказал Господь Моисею, говоря: объяви сынам Израилевым и скажи им, чтоб они делали себе кисти на краях одежд своих в роды их, и в кисти, которые на краях, вставляли нити из голубой шерсти; и будут они в кистях у вас для того, чтобы вы, смотря на них, вспоминали все заповеди Господни, и исполняли их, и не ходили вслед сердца вашего и очей ваших, которые влекут вас к блудодейству, чтобы вы помнили и исполняли все заповеди Мои и были святы пред Богом вашим. Я Господь, Бог ваш, Который вывел вас из земли Египетской, чтоб быть вашим Богом: Я Господь, Бог ваш.
— Чис. 15:37—41

Сделай себе кисточки на четырёх углах покрывала твоего, которым ты покрываешься.
— Втор. 22:12
Талмуд
В Талмуде разбирается заповедь о цицит в трактате Менахот, начиная со страницы 38 а, глава «ха-Тхелет». Еврейкам носить цицит не запрещается, однако традиционно его носят только евреи.
Комментарии раввинов
Раши толковал слова Торы о цицит следующим образом:

«Вспоминали все заповеди Господни», потому что подсчёт гематрии слова ציצית‎ («цицит») — это шестьсот и восемь нитей и пять узлов, получается шестьсот тринадцать.
Оригинальный текст (иврит)וזכרתם את כל מצות יהוה שמנין גימטריא של ציצית שש מאות ושמונה חוטין וחמשה קשרים הרי תרי"ג‎
— Комментарий Раши на Чис. 15:39
Нахманид не согласился с толкованием Раши, сказав, что в Торе слово «цицит» всегда записывается как ציצת‬, а это соответствует гематрии 590, но не 600. Нахманид предложил иное толкование, что Тора предписывает «когда увидите его», а это относится к голубой нити, видя которую еврей вспоминает голубое море в котором отражается голубое небо как престол Славы Божьей, напоминающий о заповедях.

## Голубая нить (птиль тхелет)

Возможные оттенки тхелет

Для окраски нитей должен использоваться особый краситель, именуемый, как и сам цвет, «тхелетом» (תְּכֵלֶת‬). В трактате Менахот говорится, что эту краску ни в коем случае нельзя подделывать, то есть пользоваться какими-либо красками-заменителями, пусть даже близкими по цвету. Талмуд объясняет, что краска делается из крови улиток под названием хилазон. По цвету она напоминает море (а море по цвету похоже на небо), по форме — рыбу. Эта редкая улитка появляется раз в 70 лет, посему голубая краска стоила очень дорого.
Поскольку секрет изготовления голубой краски на более, чем 1500 лет был утерян, многие евреи носят цицит неокрашенными, что не препятствует исполнению заповеди о цицит, так как голубая краска — заповедь отдельная. В конце XX века предприняты попытки восстановить технологию окраски нитей. Было высказано предположение, что голубая краска представляет собой особую, голубоватую разновидность пурпура, родственную индиго. В то же время, надёжно реконструировать краситель не удаётся, так как технология позволяет получать различные оттенки, а какой из них в точности соответствует требуемому, не ясно.

## Узлы цицит

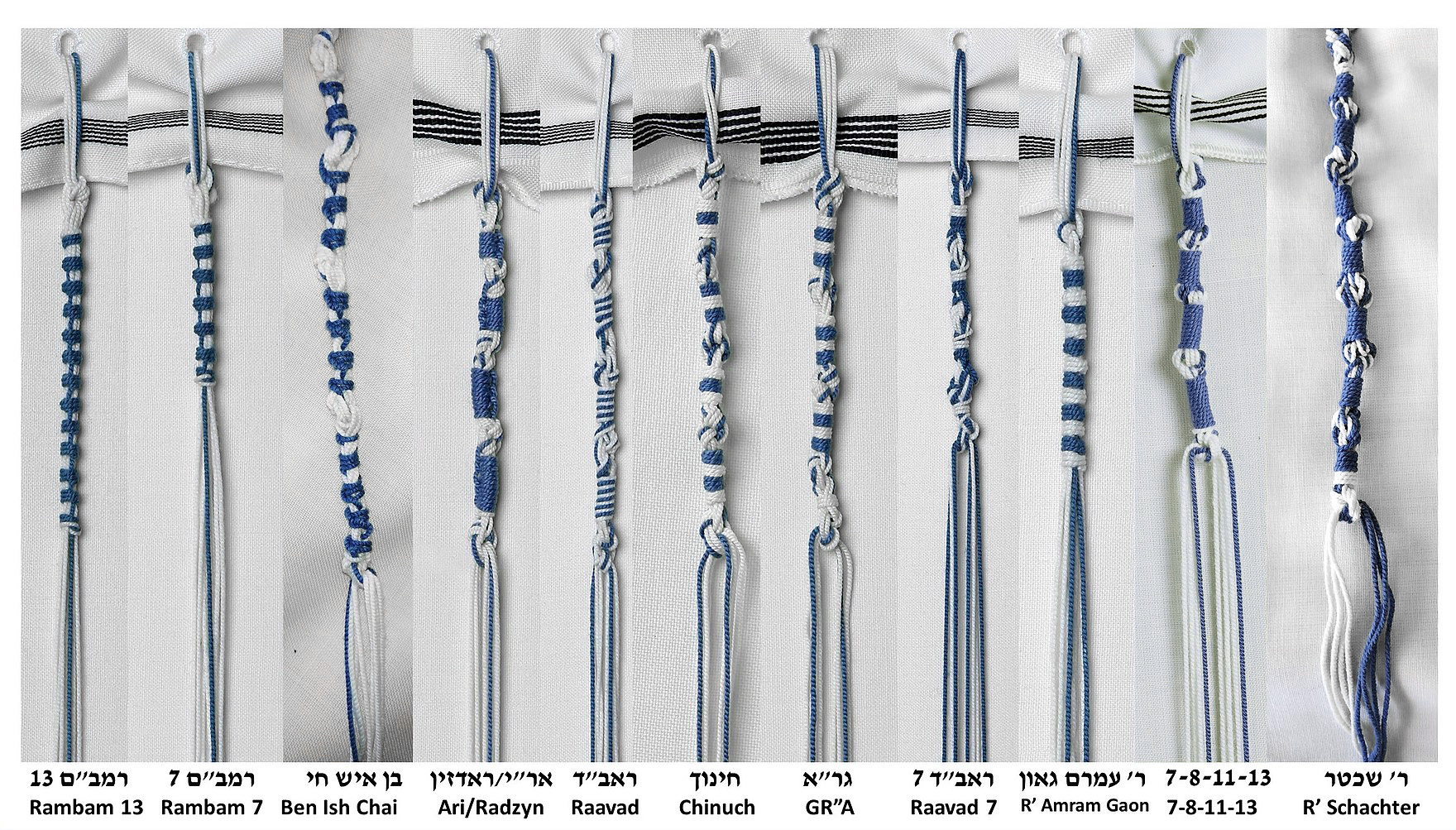
слева-направо:
а) ошибочно сделанная цицит,
б) 1 голубая нить и 7 белых, сначала — узел, после — 7 голубых узлов с промежутками (первый виток первого узла и последний виток седьмого узла сделать белой нитью), способ, описанный Рамбамом,
в) 2 голубых нити и 6 белых, способ Бен-Иш Хая,
г) 2 голубых нити и 6 белых, 5 узлов и 4 группы (7-8-11-13) узлов голубой нитью между пяти узлов, радзинский способ (узел белой нитью в начале первой и конце четвёртой групп),
д) 2 голубых нити и 6 белых, 4 группы (7-8-11-13) витков между пяти узлов (узел белой нитью в начале первой и конце четвёртой групп), способ Раавада,
е) 2 голубых нити и 6 белых, Хинух,
ё) 2 голубых нити и 6 белых, способ Ха-Гра,
ж) 4 голубых нити и 4 белых, способ Раавада,
з) 2 голубых нити и 6 белых, сначала — узел, после — 7 узлов без промежутков, чередуя белый и голубой (должно быть 3 узла голубой нитью и 4 узла белой нитью между ними, всего 7 узлов), способ Амрама гаона (здесь ошибочно завязано 13 узлов),
и) 8 белых нитей, 4 группы (7-8-11-13) витков и между ними 5 узлов, ашкеназский способ — белая цицит (здесь завязано голубой нитью),
й) 4 голубых нити и 4 белых, метод Шахтера

Караимы делают цицит по-своему и не делают тфилин; вешают на одной из стен дома четырёхугольный кусок ткани, с углов которого спускаются цицит из шести белых нитей, переплетаемых одной голубой. Самаритяне не делают ни тфилин ни цицит, но лишь мезузу. Обычаи завязывания цицит ортодоксального иудаизма возможно свести к двум основным и одному компромиссному вариантам:
- вавилонский (Талмуд, Амрам гаон) — 7 узлов из трёх витков (3 голубых узла и 4 белых между ними), либо 13 узлов из трёх витков (6 голубых узлов и 7 белых между ними);
- сефардский — 4 группы (10-5-6-5) узлов и 5 двойных узлов между ними;
- компромиссный (Шулхан арух, Кицур Шулхан Арух) — 39 витков как напоминание о 13 узлах из трёх витков, и 5 двойных узлов между ними как напоминание о четырёх группах узлов тетраграмматона.

Тора
В тексте Торы содержится предписание сделать цицит на углах талита, а затем поверх цицит повязать голубую нить (Чис. 15:38), чтобы посмотрев на голубую нить, вспомнить о заповедях и выполнить их (15:39), а значит, голубая нить должна быть сверху, чтобы быть видимой. Сколько нитей в цицит, как повязывать голубую нить, сколько витков, в Торе не упомянуто.
Талмуд
В Талмуде постановлено взять 3 белых нити (Менахот 41 б), а четвёртая нить — голубая, сделать узел (קשר עליון‎, Менахот 39 а) и сделать от минимум семи узлов (חוליא‎ из трёх витков, всего 21 виток) до максимум тринадцати узлов (из трёх витков, всего 39 витков, Менахот 39 а). Однако, ортодоксальный иудаизм имеет множество обычаев.

Виток, и второй, и третий [есть узел]. Минимум — семь [таких], максимум — тринадцать.
Минимум — семь, как напоминание о семи небесах, максимум — тринадцать, как шесть промежуточных слоёв между семью небесами.
Оригинальный текст (иврит)יכרוך וישנה וישלש תאנא הפוחת לא יפחות משבע והמוסיף לא יוסיף על שלש עשרה‎הפוחת לא יפחות משבע כנגד שבעה רקיעים והמוסיף לא יוסיף על שלש עשרה כנגד שבעה רקיעין וששה אוירין שביניהם‎
— Вавилонский Талмуд, Менахот 39 а
Амрам гаон
Амрам гаон описывал в начале сделать узел (קשר התחתון‎), сделать узел из трёх витков белой нитью, потом голубой, белой, голубой, белой, голубой, белой (всего 7 узлов) без промежутков (3 голубых узла и 4 белых узла между ними), и в конце сделать узел (קשר עליון‎).
Маймонид
Обычай Маймонида — сделать полностью белую цицит из семи узлов с промежутками, состоящих из трёх витков каждый («если желает, может завязывать узлы по 3 витка лишь белой нитью так, как делают голубой нитью и это мой обычай», Мишне Тора, Ахава Цицит 1).
Маймонид описывал изготовление цицит с голубой нитью, 4 нити вдеть в отверстие в углу талита так, чтобы сложив их, получилось 7 белых и 1 голубая нити. Белой нитью сделать 1 виток, голубой нитью рядом сделать 2 витка и все эти витки превратить в узелок. После отступить немного и сделать голубой узелок из трёх витков. Последний узел сделать из двух оборотов голубой нити и оборота белой и эти витки превратить в узелок, всего узлов от семи до тринадцати.
Сефарды
Обычай голландских сефардов Лондона — сделать 4 группы (10-5-6-5) из 26 узлов, подразумевая гематрию יהוה‬, с пятью узлами между ними — способ раввина Молхо. Используют только белую шёлковую нить на шёлковом талите.
Шулхан арух
Обычай Шулхан аруха — сделать 4 группы (7-9-11-13) узлов (всего 40 узлов, гематрия слов יהוה אחד‬ и буквы א‎, означающей Элохима) и 5 узлов между ними (Шулхан арух, Орах хаим 11:14). Попытка Шулхан аруха объяснить численность витков в четырёх группах гематрией, выглядит натянуто; более подходящим видится объяснение через указание Талмуда о минимуме в 7 узлов и максимуме в 13 узлов на цицит, нечётное число объяснено Маймонидом стремлением начать и кончить белым узлом, так образовался нечётный «шаг» через пару узлов в 7 узлов, 9, 11, 13.
Кицур Шулхан Арух
Сегодня ортодоксальный иудаизм следует постановлению Кицур Шулхан Аруха — сделать 4 группы (7-8-11-13) витков (всего 39 витков, согласно Ари, сложением витков первой (7) и второй (8) групп получается Божье имя יה‬; сложением суммы первой и второй групп (15) с третьей группой (11) получается Божье имя יהוה‬; четвёртая группа обозначает гематрию слова אחד‬; в итоге сложения получается фраза יהוה אחד‬) и 5 узлов между ними (Кицур Шулхан Арух 8:9). Попытка Кицур Шулхан Аруха объяснить численность витков в четырёх группах гематрией, выглядит натянуто также; более подходящим видится объяснение через стремление достичь численности в 39 витков максимального указания Талмуда о 13 узлах, составленных из трёх витков, так образовались четыре группы в 7, 8, 11, 13 витков. Сефарды и хабадники делают каждый виток узлом, ашкеназы делают витки.

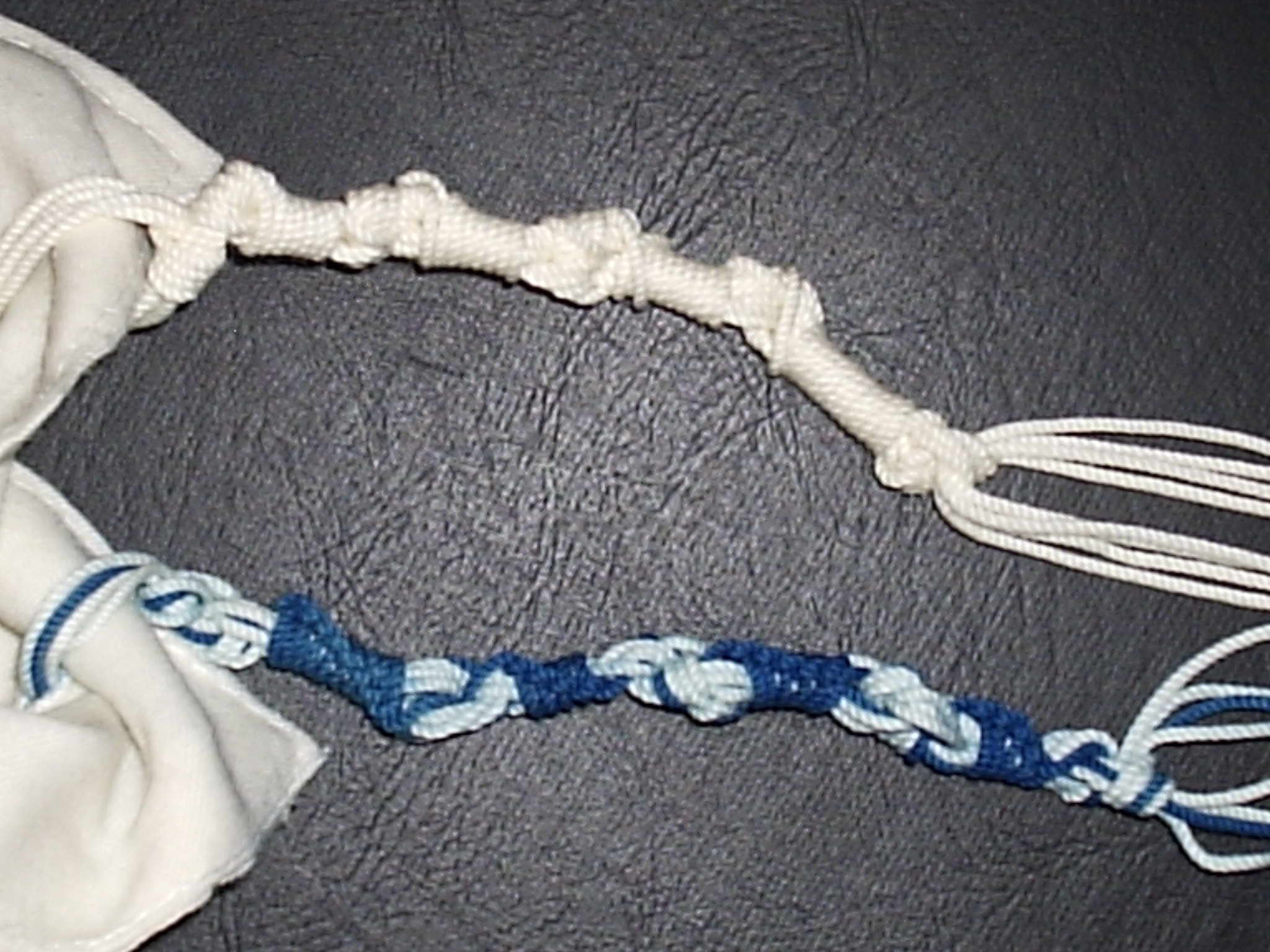
Сверху — цицит, завязанная ашкеназским способом белой нитью (4 группы (7-8-11-13) витков, а между ними — 5 узлов). Снизу — цицит для талита катан, завязанная сефардским способом, но с нитью тхелет (4 группы узлов, составляющих тетраграмматон, 10-5-6-5, всего 26 витков, а между ними — 5 узлов)
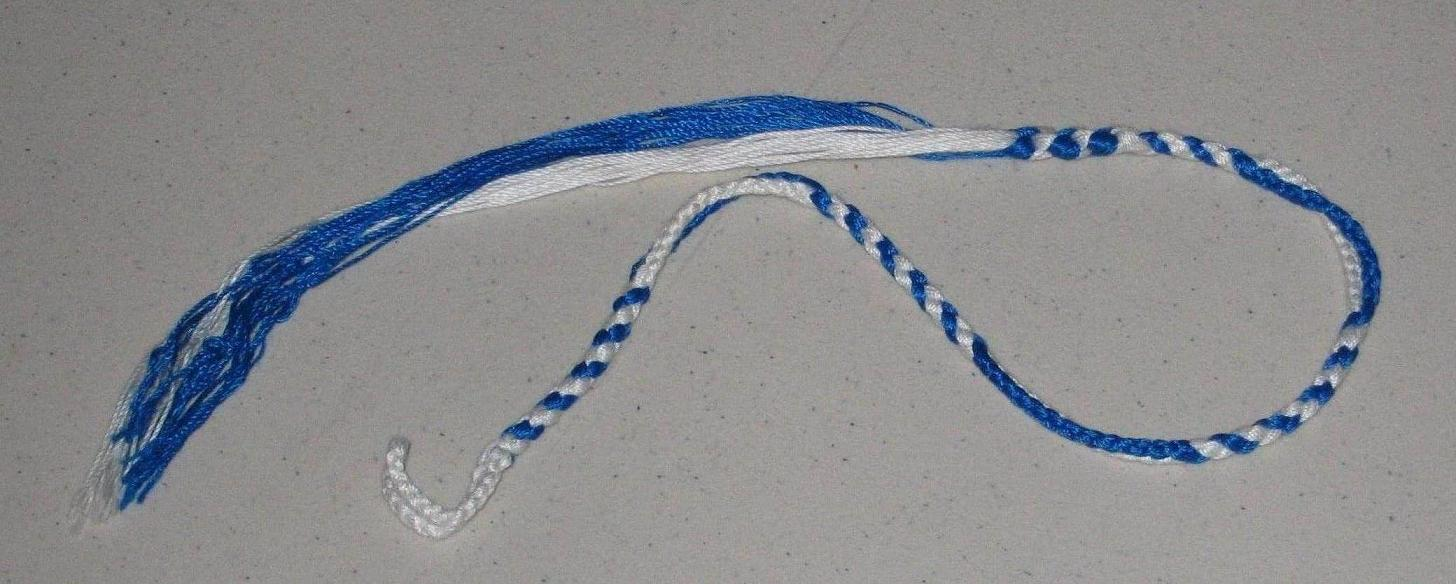
Цицит караимов, согласно Торе (Втор. 22:12) «цепочку сделаешь себе на четырёх бахромах укрывал твоих, в которые укроешься»

## В Новом Завете
Цицит упомянут в Евангелиях как порицание Иисусом фарисеев за демонстративное ношение огромных тфилин и слишком длинных цицит, а значит, большинство евреев носили малые тфилин (1 см) и короткие цицит:

Все же дела свои делают с тем, чтобы видели их люди: расширяют хранилища свои и увеличивают воскрилия одежд своих.
— Мф. 23:5
Считалось, что цицит несут охранную функцию:

И вот, женщина, двенадцать лет страдавшая кровотечением, подойдя сзади, прикоснулась к краю одежды Его, ибо она говорила сама в себе: если только прикоснусь к одежде Его, выздоровею.
— Мф. 9:20, 21

И просили его, чтобы только прикоснуться к краю одежды Его; и которые прикасались, исцелялись.
— Мф. 14:36